# Christine Milton
Christine Milton (født 18. juli 1985) er en dansk sanger, sangskriver, danser og radiovært. Hun deltog i Popstars i 2003, og på trods af, at hun ikke vandt konkurrencen, fik hun en pladekontrakt med BMG og udgav "Superstar", som blev en stor succes i Danmark.

## Karriere
Milton, som er opvokset i Gilleleje, medvirkede som deltager i anden sæson af programmet Popstars i 2003. På trods af at hun ikke vandt, skrev hun efterfølgende en kontrakt med BMG i 2004 og har sidenhen haft flere hits som både sanger og sangskriver.
Hun var vært på MGP 2004.
Milton var den originale sanger bag Jamelias internationale hitsingle "Superstar", som blev skrevet og produceret af Remee og BMG-partnerne Cutfather & Joe. Singlen forblev nummer et på den officielle danske hitliste i syv uger og solgte over 12.000 eksemplarer, hvilket gav Milton hendes første guld og platin plade.
Den 13. april 2005 udgav Milton sit debutalbum, Friday, skrevet og produceret af GHOST, Cutfather & Joe og Remee (som har stået bag sange for Robyn, Beverley Knight og Shaznay Lewis). Albummet blev nummer et i Danmark og indeholdt blandt andet singlerne "Superstar", "Shine On", "Whicketywhack (I Ain't Coming Back)" og "So Addictive".
Sammen med Christian Juncker fra duoen Juncker har Milton skrevet "Når Jeg Lukker Øjnene" til Helene Blums album En gang og altid, der udkom i 2009.
I perioden 2012-2013 var hun vært på programmet Cheeese på børnekanalen Nickelodeon.
Siden 2014 har hun været ansat på DR på bl.a. DR P7 MIX og DR P8 Jazz.

## Diskografi

### Album
- Friday (2004)

### Singler
| År   | Titel                                | Højeste hitlisteplacering | Højeste hitlisteplacering | Certificering  | Album  |
| År   | Titel                                | DEN                       | NOR                       | Certificering  | Album  |
| ---- | ------------------------------------ | ------------------------- | ------------------------- | -------------- | ------ |
| 2003 | "Superstar"                          | 1                         | 15                        | - IFPI: Platin | Friday |
| 2003 | "Whiketywhack (I Ain't Coming Back)" | 4                         | —                         |                | Friday |
| 2004 | "Shine On"                           | 8                         | —                         |                | Friday |
| 2004 | "So Addictive"                       | —                         | —                         |                | Friday |
| 2007 | "Det' forbi"                         | —                         | —                         |                | N/A    |
| 2008 | "Tilbage"                            | —                         | —                         |                | N/A    |
| 2010 | "Leave You Now"                      | —                         | —                         |                | N/A    |

## Hæder
- FHM Denmark: "World's 100 Sexiest Women" (2004): ranked #41
- FHM Denmark: "World's 100 Sexiest Women" (2005): ranked #29